# Dexter by the Sea
Dexter by the Sea az Amerikai Egyesült Államok északnyugati részén, Washington állam Pacific megyéjében elhelyezkedő önkormányzat nélküli település.